# Norra Björke
Norra Björke är en småort i Norra Björke socken i Trollhättans kommun i Västra Götalands län.
Norra Björke ligger 17 km öster om Trollhättan och 1,5 km söder om Norra Björke kyrka.
Den är en förort till Trollhättan med ca 600 innevånare.
Under åren 1916–1968 var Norra Björke en station på Trollhättan-Nossebro Järnväg.

## Ortnamnet
Björke betyder "björkskog". Förleden i ortnamnet lades till 1885 för att särskilja från Södra Björke socken i gamla Gäsene härad.
Med tanke på de fornnordiska fynden (Vitteneskatte mm ) som finns i bygden kan namnet Björke ha samma betydelse som Birk, Birka, Björkö med olika böjningar under århundraden härledas till just handelsplats.   
Birk är ett gammalt fornnordiskt ord med den troliga betydelsen handelsplats.

## Historia
Orten växte upp vid byn Västbjörke runt Norra Björke station på Trollhättan-Nossebro Järnväg som fanns här 1916-1968.